# Oederemia
Oederemia is een geslacht van vlinders van de familie Uilen (Noctuidae).

## Soorten
- O. confucii Alphéraky, 1892
- O. chloromixta Alphéraky, 1892
- O. diadela Hampson, 1908
- O. esox Draudt, 1950
- O. gracilis Draudt, 1931
- O. lithoplasta Hampson, 1908
- O. marmorata Warren, 1916
- O. miltina Püngeler, 1902
- O. nanata Draudt, 1950
- O. octogesima Boursin, 1960
- O. precisa Warren, 1910
- O. simplivalva Hacker & Schreier, 2010
- O. umovii Eversmann, 1846